# Tổng Công ty 28, Bộ Quốc phòng (Việt Nam)
Tổng Công ty 28  trực thuộc Tổng cục Hậu cần, Bộ Quốc phòng Việt Nam là một trong những doanh nghiệp hàng đầu ở Việt Nam đầu tư đồng bộ hệ thống khép kín từ kéo sợi, dệt, nhuộm, hoàn tất vải và xử lý bảo vệ môi trường, may mặc và kinh doanh bán buôn, bán lẻ các sản phẩm dệt may; kinh doanh xăng dầu và hạ tầng, dịch vụ bất động sản.

## Lịch sử hình thành
- Tổng Công ty 28 là doanh nghiệp Quốc phòng - An ninh, trực thuộc Tổng cục Hậu cần - Bộ Quốc phòng. Thành lập ngày 9 tháng 5 năm 1975, tiền thân là Tiểu đoàn 1 thuộc Cục Hậu cần Miền, sau chuyển thành Xí nghiệp 28. Năm 1992 phát triển thành Công ty 28. Năm 2006 chuyển sang hoạt động theo hình thức Công ty mẹ - công ty con. Năm 2008 được Chính phủ và Bộ Quốc phòng quyết định là Tổng Công ty 28.
- Từ ngày thành lập đến nay, Tổng công ty luôn luôn hoàn thành xuất sắc nhiệm vụ sản xuất Quốc phòng đảm bảo cho các đơn vị Quân đội làm nhiệm vụ bảo vệ Tổ quốc và làm nhiệm vụ Quốc tế tại Lào, Campuchia; tham gia làm kinh tế góp phần phát triển đất nước. Đặc biệt, từ năm 1996 đến nay, đơn vị đã hoàn thành xuất sắc các nhiệm vụ được giao, phát triển nhanh chóng, bền vững.
- Trong thời gian cuộc khủng hoảng kinh tế châu Á năm 1997, tình hình sản xuất, kinh doanh gặp nhiều khó khăn thách thức, có thời điểm kinh doanh không có hiệu quả, công nhân thiếu việc làm, thu nhập thấp; đơn vị tưởng chừng như không trụ vững và tồn tại trên thị trường. Nhưng, với những chủ trương chiến lược đúng đắn, bước đi phù hợp cùng sự nỗ lực vượt bậc của cán bộ, công nhân viên, đến năm 2001 đơn vị đã cân đối được tài chính, từ năm 2002 sản xuất, kinh doanh có lãi; năm 2003 trở thành công ty đa ngành, năng lực và hiệu quả sản xuất, kinh doanh ngày càng nâng cao, tốc độ tăng trưởng hàng năm đạt trên 25%, trở thành một trong năm doanh nghiệp may hàng đầu của Việt Nan có quy mô lớn, phát triển nhanh, bền vững, nền tài chính lành mạnh, đóng góp cho ngân sách Nhà nước hàng trăm tỷ đồng, bảo đảm việc làm ổn định và thu nhập cao cho trên 5.000 CB-CNV.
- Từ một Xí nghiệp với quy mô nhỏ, hiện nay đã phát triển cả bề rộng và chiều sâu, trở thành một Tổng công ty kinh doanh đa ngành với quy mô lớn, mức tăng trưởng cao, liên tục. Hiện nay tổ chức của Tổng công ty gồm: gồm 8 phòng nghiệp vụ, 7 Xí nghiệp, 3 Chi nhánh và 14 Công ty con, Công ty liên kết, Công ty liên kết với trên 5.000 CB-CNV có trình độ chuyên môn, kỹ thuật cao, có năng lực hoàn thành xuất sắc nhiệm vụ cấp trên giao và thỏa mãn tốt nhất yêu cầu của khách hàng. Vốn và tài sản năm 2000 là 300 tỷ đồng, hiện nay đã bảo toàn và phát triển vượt bậc lên trên 2.000 tỷ đồng
- Từ năm 1999 trở về trước Quân đội phải nhận vải từ các xí nghiệp ngoài Nhà nước hoặc nhập từ nước ngoài để may quân trang cho bộ đội. Phương thức đó đã làm cho Tổng cục Hậu cần gặp rất nhiều khó khăn trong công tác đảm bảo quân trang cho bộ đội vì chất lượng xấu, nhiều màu sắc, nhiều loại vải, thời gian cung ứng không kịp thời yêu cầu đảm bảo. Trước tình hình đó, Tổng Công ty đã triển khai thực hiện đầu tư dự án Xí nghiệp dệt Quân đội, khép kín sản xuất sản phẩm dệt - may - phân phối sản phẩm ra thị trường trong và ngoài nước. Sau xây dựng, lắp đặt, vận hành thử, ngày 16 tháng 11 năm 1998 Xí nghiệp Dệt Quân đội chính thức đi vào hoạt động ổn định; năm 2000, Tổng Công ty 28 đã hoàn toàn làm chủ được công nghệ kéo sợi từ bông, dệt vải, nhuộm màu và hoàn tất vải, đảm bảo kịp thời nhu cầu vải có chất lượng cao phục vụ Quân đội, Công an, khắc phục triệt để tình trạng quân trang nhiều màu sắc, đảm bảo thực hiện chính quy.
- Năm 2002, đơn vị được giao nhiệm vụ nghiên cứu, sản xuất vải thống nhất màu sắc, kiểu dáng quân phục chiến sĩ từ màu đất sang màu xanh lá cây (màu vải Tô Châu mà trước đây chỉ Trung Quốc mới sản xuất được). Tổng công ty đã cử cán bộ ra nước ngoài tìm hiểu và tập trung nghiên cứu, sản xuất được 242 mẫu vải. Qua lựa chọn, có 23 mẫu được báo cáo thủ trưởng Bộ Quốc phòng phê duyệt may mẫu cho bộ đội mặc thử nghiệm tại nhiều đơn vị có điều kiện khí hậu, huấn luyện, dã ngoại, tác chiến khác nhau. Sau gần 1 năm thử nghiệm tại một số đơn vị trong toàn quân, bộ quân phục K03 màu xanh lá cây của chiến sĩ đã được phê duyệt, sản xuất trang bị cho chiến sĩ toàn quân.
- Năm 2007, Tổng công ty được giao nhiệm vụ nghiên cứu, sản xuất vải màu xanh ô liu cho sĩ quan. Sau gần 6 tháng tập trung nghiên cứu, Tổng công ty đã sản xuất và đưa vào thử nghiệm hàng trăm mẫu, kiểm tra trong môi trường tự nhiên 22 mẫu với chi phí nghiên cứu hơn 1 tỷ đồng. Kết quả đã chọn được 2 mẫu vải đáp ứng đầy đủ các yếu tố về cơ lý, độ bền màu trong các điều kiện hoạt động quân sự phải chịu nhiều yếu tố tác động của môi trường gây bạc màu như ánh nắng, nhiệt độ, mồ hôi, chà xát mạnh, nước muối, môi trường phèn và dùng bột giặt có độ tẩy cao. Tổng Công ty 28 là đơn vị duy nhất trong cả nước sản xuất vải gabadin màu xanh lá cây dùng cho chiến sĩ, vải gabadin thường và vải gabadin pha len màu ô liu dùng cho sĩ quan Quân đội trong cả nước mà trước đây hàng năm Nhà nước phải chi ra hàng chục triệu USD để nhập. Từ đó Quân đội hoàn toàn chủ động trong sản xuất, cũng như đáp ứng kịp thời các yêu cầu về đảm bảo quân trang cho bộ đội, chấm dứt sự phụ thuộc vào bên ngoài, góp phần khẳng định: "Lần đầu tiên trong lịch sử 65 năm xây dựng và trưởng thành, Quân đội ta đã thực sự chủ động được trong việc mang mặc bền, đẹp, tiện lợi, bảo đảm được tính đồng đều, chính quy, thống nhất trong toàn quân bằng chính năng lực của ngành công nghiệp Hậu cần Quân đội". Tổng Công ty 28 là đơn vị duy nhất sản xuất được vải chất lượng cao may quân phục K03, K08 cho Quân đội và  may trang phục cho ngành Công an.

## Lãnh đạo hiện nay
- Bí thư Đảng ủy - Chủ tịch: Đại tá Bùi Văn Bắc
- Tổng giám đốc: Đại tá Đỗ Tuấn Anh
- Các phó Tổng giám đốc: Đại tá Nguyễn Trường Sơn, Đại tá Trần Doãn Thoan, Thượng tá Đỗ Thanh Tùng.
- Kế toán trưởng: Thượng tá Lữ Công Thinh

## Tổ chức
- Phòng Kế hoạch - Kinh doanh
- Phòng Đầu tư và kinh doanh Bất động sản
- Phòng Nghiên cứu phát triển
- Phòng Tài chính - Kế toán
- Phòng Kỹ thuật
- Văn phòng
- Phòng Chính trị
- Công ty Xăng dầu 28
- Xí nghiệp Quản lý Khu công nghiệp Long Bình
- Xí nghiệp May đo Quân đội
- Trung tâm Kinh doanh Thời trang
- Xí nghiệp Cơ điện
- Xí nghiệp Nhuộm
- Xí nghiệp Nước uống đóng chai
- Công ty Cổ phần 28.1
- Công ty Cổ phần 28 Hưng Phú
- Công ty Cổ phần 28 Bình Phú
- Công ty Cổ phần 28 Đà Nẵng
- Công ty Cổ phần 28 Quảng Ngãi
- Chi nhánh Hà Nội
- Chi nhánh Cần Thơ
- Chi nhánh Tây Nguyên